# راسموس شولر
راسموس شولر (آلمانی: Rasmus Schüller؛ زادهٔ ۱۸ ژوئن ۱۹۹۱) بازیکن فوتبال اهل فنلاند است.
از باشگاه‌هایی که در آن بازی کرده‌است می‌توان به باشگاه فوتبال دیورگاردن، باشگاه فوتبال هکن، و باشگاه فوتبال هلسینکی اشاره کرد.
وی همچنین در تیم‌های ملی فوتبال فنلاند، زیر ۲۱ سال فنلاند، و فنلاند بازی کرده‌است.